# Đồng bằng Bắc Âu

Đồng bằng Bắc Âu

Đồng bằng Bắc Âu (tiếng Đức: Norddeutsches Tiefland hay tiếng Đức: Norddeutsches Tiefebene, tiếng Ba Lan: Nizina Środkowoeuropejska) là một vùng địa mạo tại châu Âu. Nó bao gồm các đồng bằng thấp giữa vùng đồi núi ở phía nam và biển Bắc cùng biển Baltic ở phía bắc. Hai biển này bị bán đảo Jutland phân tách. Đồng bằng Bắc Âu nối với đồng bằng Đông Âu và tạo thành đồng bằng châu Âu.

## Vị trí địa lý
Đồng bằng có độ cao từ 0 đến 200 m. Mặc dù hầu như toàn bộ được sử dụng làm đất nông nghiệp, khu vực cũng có các đầm lầy, vùng cây thạch nam và hồ. Ven bờ của biển Bắc là biển Wadden, một khu vực có thủy triều lớn. Bên bờ biển Baltic, có phá Szczecin, phá Vistula và phá Curonian, là các phá nước ngọt lớn.

## Vị trí giới hạn
Đồng bằng Bắc Âu nằm trên lãnh thổ của các quốc gia Bỉ, Hà Lan, Đức, Đan Mạch, và Ba Lan; nó cũng chạm tới Cộng hòa Séc và phần tây nam của Thụy Điển. Nhiều phần ở miền đông nước Anh cũng có thể được quy thuộc đồng bằng này; do chúng có chung đặc điểm có cao độ thấp và từng được nối với đại lục châu Âu trong thời kỳ băng hà cuối

## Sông
Các lưu vực sông lớn, từ tây sang đông, gồm: Rhine, Ems, Weser, Elbe, Oder, và Vistula.

## Bỉ và Hà Lan
Về mặt lịch sử, đặc biệt là trong thời Trung Cổ và Cận đại, phần phía tây được gọi là Vùng đất Thấp.

## Cộng hòa Séc
Một phần rất nhỏ ở cực nam của đồng bằng Bắc Âu được gọi là "Các vùng đất thấp Silesia" chạy trong lãnh thổ Cộng hòa Séc.

## Đức

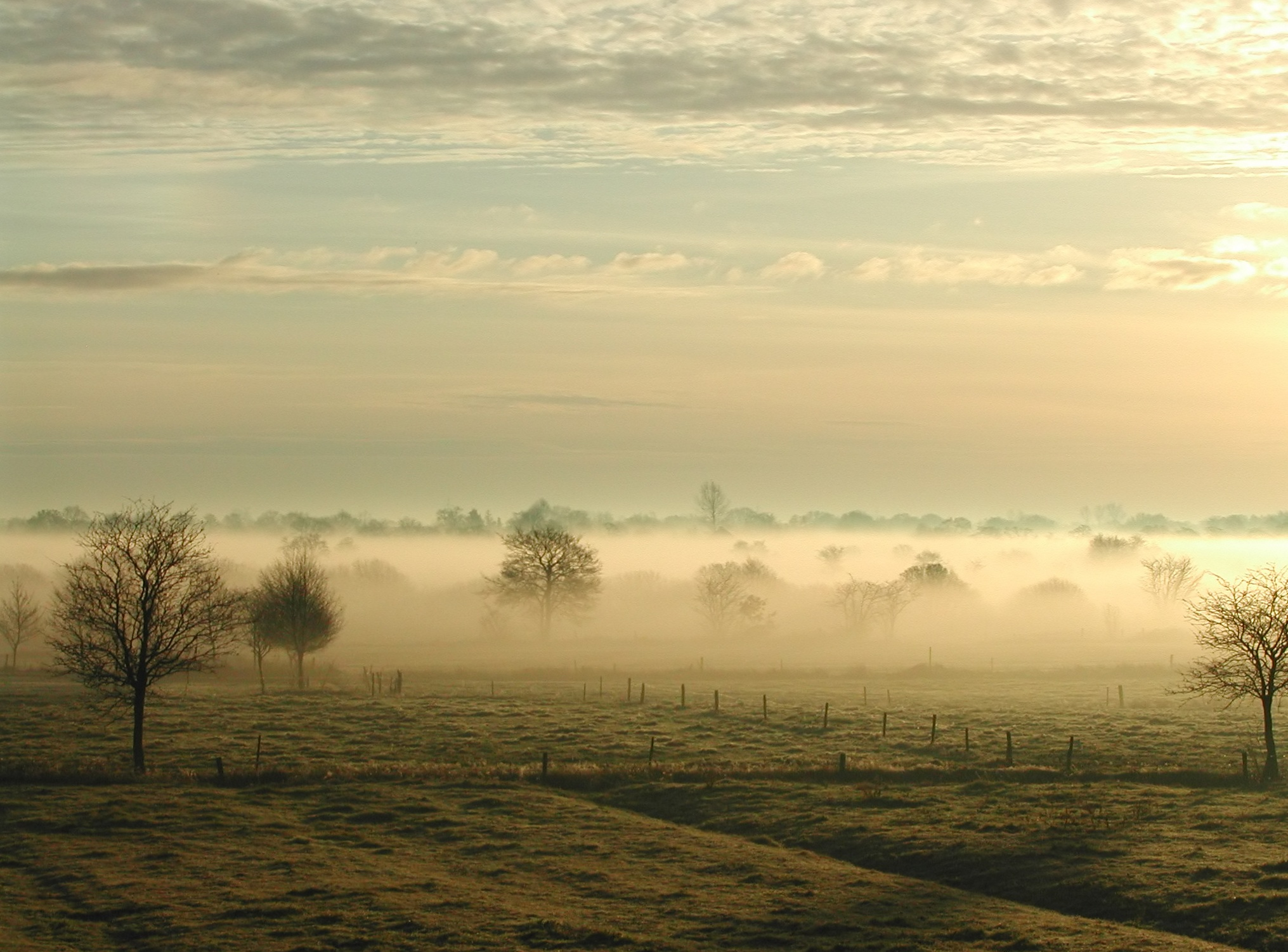
Sương mù sáng sớm tại Ostfriesland.

Phần thuộc nước Đức của đồng bằng Bắc Âu được gọi là đồng bằng Bắc Đức. Phần lớn đồng bằng Bắc Đức nằm dưới 100 mét so với mực nước biển. Ở bờ biển Bắc, đồng bằng rất bằng phẳng và chủ yếu được bao phủ bằng đầm lầy và can tích. Quần đảo Đông Friesland và quần đảo Bắc Friesland được coi là những phần mở rộng của đồng bằng Bắc Đức và bị chia tách khỏi đại lục bởi các trận lụt vào thời Trung cổ.
Toàn bộ các bang Schleswig-Holstein, Hamburg, Bremen, Mecklenburg-Vorpommern, Brandenburg và Berlin, cùng như phần lớn Niedersachsen, Sachsen-Anhalt, Sachsen và Nordrhein-Westfalen nằm trong khu vực đồng bằng Bắc Đức.

## Ba Lan
Phần đồng bằng Bắc Âu thuộc địa phận Ba Lan ngày nay cũng được gọi là "đồng bằng Ba Lan" (tiếng Ba Lan: Niż Polski hay Nizina Polska) và trải dài từ biển Baltic ở phía bắc tới Sudety và Karpat ở phía nam.

## Anh
Phần mở rộng của đồng bằng tới Anh gồm chủ yếu là các vùng đất bằng phẳng ở Đông Anglia, The Fens và Lincolnshire, nơi cảnh quan tương tự như tại Hà Lan.